# Koson (Uzbekistan)
Koson è un centro abitato dell'Uzbekistan, capoluogo del distretto di Koson, nella regione di Kashkadarya. Nel 2003 aveva una popolazione di circa 60.000 abitanti.